# Глізе 667

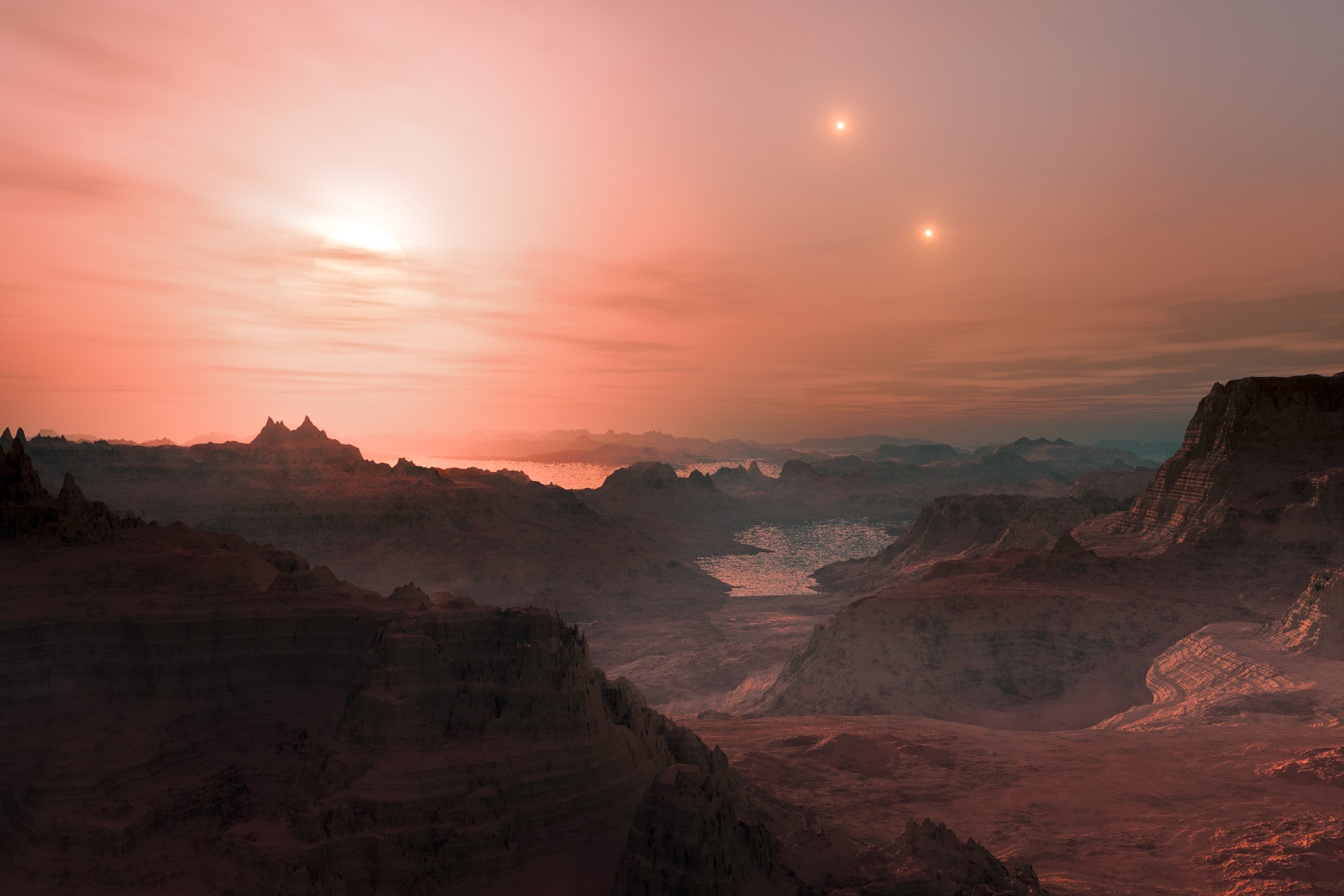
Зорі Глізе 667 сідають за обрій Глізе 667 Cc

Глізе 667 (лат. Gliese 667) — кратна зоря в сузір'ї Скорпіона. Розташована приблизно за 22,7 св. років (6,8 пк) від Сонця.